# Cacopsylla nordica
Cacopsylla nordica är en insektsart som först beskrevs av Jensen 1951.  Cacopsylla nordica ingår i släktet Cacopsylla och familjen rundbladloppor. Inga underarter finns listade i Catalogue of Life.